# Philodendron avenium
Philodendron avenium är en kallaväxtart som beskrevs av Michael Howard Grayum och Thomas Bernard Croat. Philodendron avenium ingår i släktet Philodendron och familjen kallaväxter. Inga underarter finns listade.